# Adolf VIII Holsztyński
Adolf VIII Holsztyński (ur. 1401, zm. 4 grudnia 1459) – hrabia Holsztynu w latach od 1427 do 1459 oraz w tym samym czasie jako Adolf I książę Szlezwiku z Schaumburgów.
Adolf VIII był synem Gerarda VI i przejął władzę w 1427 w Szlezwiku i Holsztynie po swoim starszym bracie Henryku IV. Kontynuował walkę przeciw Danii o Szlezwik z powodzeniem i zapewnił sobie posiadanie Księstwa Szlezwiku jako duńskiego lenna postanowieniem pokoju z Vordingborgu z dnia 15 lipca 1435. w 1448 odrzucił koronę duńską, ale skłonił duński Rigsrådet (duń. Rada Krajowa) do wyboru syna swojej siostry Heilwigi, hrabiego Chrystiana (założyciela dynastii Oldenburgów) na króla Danii. 
Adolf VIII ożenił się z Małgorzatą von Hohnstein i zmarł bezdzietnie w 1459.
Był ostatnim hrabią z dynastii Schaumburgów w Holsztynie nie licząc bocznej linii z Pinnebergu istniejącej do 1640. Ta była wykluczona z dziedziczenia i tym samym siostrzeniec Adolfa Chrystian jako król Danii odziedziczył w 1460 Hrabstwo Holsztynu i Księstwo Szlezwiku.